# Liste d'ambassadeurs d'Algérie

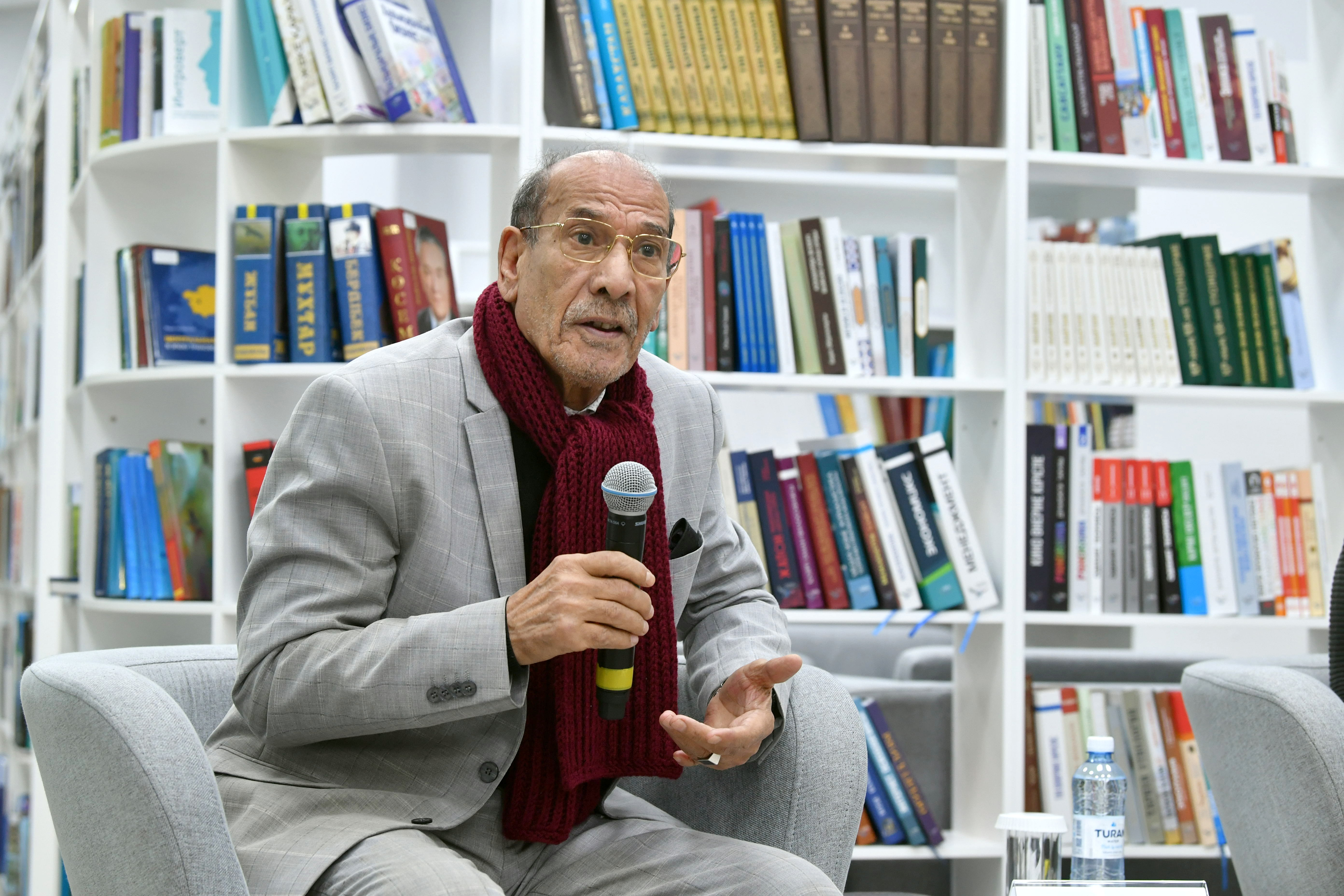
Ambassadeur d'Algérie au Kazakhstan, Kamel Fenniche, janvier 2024.

 (septembre 2021).
Voici la liste d'ambassadeurs d'Algérie à l'étranger :

## Ambassade d'Algérie en Allemagne
| Date de nomination / Date de remise des lettres de créance | Ambassadeur                  | Notes | Gouvernement algérien          | Chancelier fédéral allemand | Date de départ   |
| ---------------------------------------------------------- | ---------------------------- | --- | ------------------------------ | --------------------------- | ---------------- |
| 3 mai 1961                                                 | Redha Malek                  | [ 2 ] | Gouvernement Ben Bella I       | Cabinet Adenauer IV         |                  |
| 14 juin 1963                                               | Hafid Kéramane               | 1962 : ambassadeur en Tunisie, 14 août 1965 : ambassadeur à Rio de Janeiro. | Gouvernement Ben Bella I       | Cabinet Adenauer V          | 14 août 1965     |
| 14 août 1965                                               | Rupture diplomatique (en)    | | Gouvernement Boumédiène I      | Cabinet Erhard II           | 21 décembre 1971 |
| 1974                                                       | Ahmed Bouzar (en)            | Chargé d'affaires | Gouvernement Boumédiène III    | Cabinet Schmidt I           |                  |
| 7 janvier 1975                                             | Mohamed Sahnoun              | [ 3 ] | Gouvernement Boumédiène III    | Cabinet Schmidt I           | 1979             |
| 1979                                                       | Mohamed Messaoud Kellou (en) | 1962: Chief of the Diplomatic Mission of the Provisional Government of the Algerian Republic in Pakistan, 1978: special envoy in Jakarta, 1984: Algeria's first ambassador to Zimbabwe | Gouvernement Abdelghani I      | Cabinet Schmidt II          | 1983             |
| septembre 1984                                             | Amor Benghezal (en)          | 1968: Consul en Paris | Gouvernement Brahimi I         | Cabinet Kohl II             | 30 janvier 1989  |
| 1er février 1989                                           | Kamel Hacene (en)            | [ JORADP 1 ] | Gouvernement Merbah            | Cabinet Kohl III            | 1992             |
| 1994                                                       | Mohamed Haneche (en)         | | Gouvernement Sifi I            | Cabinet Kohl V              | 2002             |
| 2002                                                       | Mourad Bencheikh (en)        | 1989: Ambassadeur Peking, 2010: Ambassadeur Rabat. | Gouvernement Benflis II        | Cabinet Schröder II         |                  |
| 6 octobre 2004                                             | Hocine Meghar (en)           | [ JORADP 2 ] | Gouvernement Ouyahia IV        | Cabinet Schröder II         |                  |
| novembre 2009                                              | Mourad Benmehidi (en)        | | Gouvernement Ouyahia VIII      | Cabinet Merkel I            |                  |
| 2010                                                       | Madjid Bouguerra (en)        | | Gouvernement Ouyahia IX        | Cabinet Merkel II           | 2013             |
| 27 mars 2014                                               | Nor-Eddine Aouam (en)        | [ 4 ] | Gouvernement Abdelmalek Sellal | Cabinet Merkel III          |                  |

## Ambassadeurs d'Algérie en République populaire de Chine
Ambassade d'Algérie à 7 San Li Tun Lu, Chao Yang Qu, Pékin.
- 25 juillet 1964 : M'hamed Yala
- 1966-1971 : Mohand Cherif Sahli
- 1971-1974 : Taleb Bendiab Chaib (en)
- 1975-1977 : Mohamed Messaoud Kellou (en)
- 1978 : Ali Abdallaoui (en)
- 1er août 1982 : Abdelkrim Gheraieb (en)[JORADP 3]
- 1er octobre 2005 : Djamel Eddine Grine (en)[JORADP 4]
- 18 octobre 2010 : Hassen Rabehi (en)[5]

## Ambassadeurs d'Algérie en Égypte
- 1962 : Lakhdar Brahimi
- 2004-2012 : Abdelkader Hadjar
- 2012- 2019 : Nadir Larbaoui
- 2019 - 2023 : Mohand Salah LADJOUZI
- 2023 - ?? : Abdelaziz BENALI CHÉRIF

## Ambassadeurs d'Algérie en France
Les ambassadeurs d'Algérie en France ont été successivement :
| Date de nomination | Date de nomination | Date de remise des lettres de créance | Date de remise des lettres de créance | Ambassadeur                           |
| ------------------ | ------------------ | ------------------------------------- | ------------------------------------- | ------------------------------------- |
| 18 janvier 1963    | [ JORADP 5 ]       | 2 février 1963                        | [ JORF 1 ]                            | Abdelatif Rahal (premier ambassadeur) |
| ?                  |                    | 30 septembre 1963                     | [ JORF 2 ]                            | Boualem Moussaoui                     |
| ?                  |                    | 3 juillet 1965                        | [ JORF 3 ]                            | Redha Malek                           |
| 14 octobre 1970    | [ JORADP 6 ]       | 11 décembre 1970                      | [ JORF 4 ]                            | Mohammed Bedjaoui                     |
| 15 septembre 1979  | [ JORADP 7 ]       | 25 octobre 1979                       | [ JORF 5 ]                            | Mohamed Sahnoun                       |
| 1er août 1982      | [ JORADP 8 ]       | 16 septembre 1982                     | [ JORF 6 ]                            | Djamel Houhou                         |
| 1er avril 1984     | [ JORADP 9 ]       | 11 mai 1984                           | [ JORF 7 ]                            | Abdelhamid Mehri                      |
| 9 juin 1988        | [ JORADP 10 ]      | 13 juillet 1988                       | [ JORF 8 ]                            | Messaoud Ait Châalal                  |
| 1er février 1989   | [ JORADP 11 ]      | 3 mars 1989                           | [ JORF 9 ]                            | Smaïl Hamdani                         |
| 1er septembre 1992 | [ JORADP 12 ]      | 9 décembre 1992                       | [ JORF 10 ]                           | Sid Ahmed Ghozali                     |
| 15 février 1994    | [ JORADP 13 ]      | 21 décembre 1993                      | [ JORF 11 ]                           | Hocine Djoudi                         |
| 15 décembre 1997   | [ JORADP 14 ]      | 5 novembre 1997                       | [ JORF 12 ]                           | Mohamed Ghoualmi                      |
| 5 novembre 2005    | [ JORADP 15 ]      | 7 novembre 2005                       | [ JORF 13 ]                           | Missoum Sbih                          |

## Ambassadeurs d'Algérie en République tchèque
| Date de nomination | Date de nomination | Date de départ    | Date de départ | Ambassadeur              |
| ------------------ | ------------------ | ----------------- | -------------- | ------------------------ |
| 13 mars 1972       | [ JORADP 16 ]      | 30 juin 1978      | [ JORADP 17 ]  | Mohand Cherif Sahli      |
| 1er juillet 1978   | [ JORADP 18 ]      | 31 août 1984      | [ JORADP 19 ]  | Noureddine Delleci       |
| 1er septembre 1984 | [ JORADP 20 ]      | 30 septembre 1989 | [ JORADP 21 ]  | Abdelhamid Latrèche (en) |
| 1er octobre 1989   | [ JORADP 22 ]      |                   | [ JORADP 22 ]  | Abdelmalek Nourani       |
|                    | [ JORADP 22 ]      | 15 septembre 1996 | [ JORADP 23 ]  | Salah Boulaghlem         |
| 12 octobre 2004    | [ JORADP 24 ]      | 24 mai 2006       | [ JORADP 25 ]  | Moulay Mohammed Guendil  |
| 1er juin 2009      | [ JORADP 26 ]      |                   | [ JORADP 22 ]  | Belaid Hadjem            |

## Ambassadeurs d'Algérie en Russie
| Mandat                               | Ambassadeur           | Années de vie      |
| ------------------------------------ | --------------------- | ------------------ |
| URSS                                 |                       |                    |
| 14 octobre 1970 - 23 avril 1977      | Redha Malek           | 21 décembre 1931 - |
| 1er janvier 1978 - 30 septembre 1979 | Abdelkerim Benmahmoud | ?                  |
| 1er octobre 1979 - 31 juillet 1982   | Layachi Yaker         | ?                  |
| ? - 21 août 1984                     | Messaoud Ait-Chaalal  | ?                  |
| 1er septembre 1984 - 31 août 1986    | Abdelmadjid Allahoum  | 1934 - 1996        |
| 1er septembre 1986 - ?               | Abdellah Fadel        | ?                  |
| 1er mars 1988 - ?                    | M'hamed Yala          | ?                  |
| Fédération de Russie                 |                       |                    |
| 1er octobre 1997 - ?                 | Aamr Mekhloufi        | ?                  |
| 2000 - 2001                          | Youssef Dib           | ?                  |
| 24 décembre 2001 - 14 avril 2009     | Amar Abba             | ?                  |
| 15 juillet 2008 - auj                | Chergui Smail         | ?                  |

## Ambassadeurs d'Algérie au Maroc
| Date de nomination | Date de nomination | Date de départ    | Date de départ | Ambassadeur         |
| ------------------ | ------------------ | ----------------- | -------------- | ------------------- |
| 7 février 1963     | [ JORADP 27 ]      |                   | [ JORADP 22 ]  | Saad Dahlab         |
|                    | [ JORADP 22 ]      | 1969              | [ JORADP 22 ]  | Hamida Ferhat Tayeb |
| 11 juin 1969       | [ JORADP 28 ]      | 31 mars 1976      | [ JORADP 29 ]  | Noureddine Delleci  |
|                    | [ JORADP 22 ]      | 31 décembre 1988  | [ JORADP 30 ]  | Abdelhamid Mehri    |
| 1er janvier 1989   | [ JORADP 30 ]      | 30 juin 1990      | [ JORADP 31 ]  | Mohamed Sahnoun     |
| 16 septembre 1992  | [ JORADP 32 ]      |                   | [ JORADP 22 ]  | Mohamed Ghoualmi    |
| 1er octobre 1997   | [ JORADP 33 ]      |                   | [ JORADP 22 ]  | El Mihoub Mihoubi   |
|                    | [ JORADP 22 ]      | 26 septembre 2005 | [ JORADP 34 ]  | Boualem Bessaih     |
| 1er octobre 2005   | [ JORADP 35 ]      | 28 janvier 2010   | [ JORADP 36 ]  | Larbi Belkheir      |
| 31 octobre 2010    | [ JORADP 37 ]      |                   | [ JORADP 22 ]  | Ahmed Benyamina     |

## Ambassadeurs d'Algérie en Tunisie
- 1988-1989 : Abdelaziz Khellef
- 1999-2008 : Abdelaziz Maoui
- 2008-2010 : Youcef Yousfi
- 2010-2012 : Mohamed Benhassine
- 2012-2018 : Abdelkader Hadjar

## Ambassadeurs d'Algérie aux États-Unis
| Date de nomination | Date de nomination | Date de départ    | Date de départ | Ambassadeur               |
| ------------------ | ------------------ | ----------------- | -------------- | ------------------------- |
| 19 juin 1963       | [ JORADP 22 ]      | 1967              | [ JORADP 22 ]  | Cherif Guellal            |
| 6 juin 1967        |                    | 12 novembre 1974  |                | Relations rompues         |
| 1er juin 1977      | [ JORADP 38 ]      | 15 septembre 1979 | [ JORADP 39 ]  | Abdelaziz Maoui           |
| 15 septembre 1979  | [ JORADP 40 ]      | 31 juillet 1982   | [ JORADP 22 ]  | Redha Malek               |
| 1er août 1982      | [ JORADP 22 ]      | 1984              | [ JORADP 22 ]  | Layachi Yaker             |
| 1er septembre 1984 | [ JORADP 41 ]      | 31 décembre 1988  | [ JORADP 30 ]  | Mohamed Sahnoun           |
| 15 septembre 1988  | [ JORADP 22 ]      | 31 décembre 1991  | [ JORADP 42 ]  | Abderahmane Bensid        |
| 1er janvier 1992   | [ JORADP 22 ]      | 31 août 1994      | [ JORADP 43 ]  | Noureddine Yazid Zerhouni |
| 22 janvier 1995    | [ JORADP 44 ]      | 1996              | [ JORADP 22 ]  | Hadj Osmane Benchérif     |
| 1996               | [ JORADP 22 ]      | 1er novembre 1999 | [ JORADP 45 ]  | Ramtane Lamamra           |
| 1er novembre 1999  | [ JORADP 32 ]      | 15 octobre 2004   | [ JORADP 46 ]  | Idriss Djazairy           |
| 27 avril 2005      | [ JORADP 47 ]      | 2 novembre 2008   | [ JORADP 48 ]  | Ahmed Amine Kherbi        |
| 2 novembre 2008    | [ JORADP 26 ]      |                   | [ JORADP 22 ]  | Abdallah Baali            |

## Ambassadeurs d'Algérie en Ukraine
1. Belramul Kamerzerman (1992-1997)[20], Ambassadeur
2. Cherif Chikhi (1997-2004)[21],[22], Ambassadeur
3. Mokaddem Bafdal (2004-2010)[23], Ambassadeur
4. Mohammed Bashir Mazzuz (2010 -)[24], Ambassadeur